# Jaguaruna (ort)
Jaguaruna är en ort i Brasilien.   Den ligger i kommunen Jaguaruna och delstaten Santa Catarina, i den södra delen av landet, 1 400 km söder om huvudstaden Brasília. Jaguaruna ligger 21 meter över havet och antalet invånare är 11 649.
Terrängen runt Jaguaruna är platt åt sydost, men åt nordväst är den kuperad. Terrängen runt Jaguaruna sluttar österut. Närmaste större samhälle är Tubarão, 17,3 km norr om Jaguaruna.
Trakten runt Jaguaruna består i huvudsak av gräsmarker.